# پتی باتیو
پتی باتیو (انگلیسی: Petit Bateau) شرکت پوشاک فرانسوی است، که در سال ۱۹۲۰ تأسیس شد.